# Salazosulfapiridina
La salazosulfapiridina o sulfasalazina è una solfonammide, che deriva dall'associazione chimica di un sulfamidico (sulfapiridina) e un antinfiammatorio (acido salicilico).

## Usi terapeutici
Usato nella colite ulcerosa,  malattia di Crohn e nell'artrite reumatoide. Il suo impiego può essere esteso alle altre forme di IBD.

## Meccanismo d'azione
La salazosulfapiridina è un farmaco batteriostatico, in quanto agendo a livello della pteroato sintetasi sostituendosi al PABA, blocca la biosintesi del tetraidrofolato, che inibisce la replicazione cellulare e non uccide il batterio. L'enzima riconosce dimensione e acidità. 
L'attività antinfiammatoria della sulfasalazina è legata alla sua porzione strutturale 5-aminosalicilica: essa, infatti, è un pro-farmaco e al livello intestinale subisce scissione del gruppo azoico ad opera della azo-reduttasi batteriche, che liberano la struttura antinfiammatoria ed il sulfamidico sulfapiridina.

## Resistenza
Lo sviluppo di resistenza è dovuto a tre meccanismi:
1. Aumento della produzione di PABA da parte dell'organismo.
2. Sintesi di diidropteroato sintetasi in grado di legare i PABA e non i sulfamidici.
3. Alterata permeabilità ai sulfamidici.